# Unleash (アルバム)
『Unleash』（アンリーシュ）は、2022年9月21日にポニーキャニオンから発売された、日本のロックバンドBAND-MAIDのEP。

## 概要
前作『Unseen World』から約1年、ファンクラブ限定で販売された『BAND-MAID ONLINE ACOUSTIC OKYU-JI CD』から約5か月ぶりとなるアルバム作品で、ポニーキャニオンへの移籍後初のEP。前作以降のシングルでは「Sense」と、Senseのカップリング曲である「Corallium」が本作に収録される一方、配信限定シングルとしてリリースされていた「about Us」と、Senseのカップリング曲「火花」は収録されていない。
本作のタイトルである「Unleash」は解き放つといった意味を持っており、ジャケットも青空と澄んだ海などの解放的なイラストとなっている。
2022年7月3日に、アメリカのロサンゼルスにて開催された「2022 AX ANIME EXPO」にてリード曲「Unleash!!!!!」のミュージックビデオが制作されることと、バンド初のアニメーションMVとなることが発表され、8月10日に公開された。収録曲「influencer」のミュージックビデオは、本作の発売日である9月21日に公開された。

## 収録内容
| 全作曲・編曲: BAND-MAID。 |                  |                      |            |      |
| #                         | タイトル         | 作詞                 | 作曲・編曲 | 時間 |
| 1.                        | 「from now on」  | インストゥルメンタル | BAND-MAID  | 3:46 |
| 2.                        | 「Balance」      | MIKU KOBATO          | BAND-MAID  | 3:09 |
| 3.                        | 「Unleash!!!!!」 | MIKU KOBATO、SAIKI   | BAND-MAID  | 3:10 |
| 4.                        | 「Sense」        | MIKU KOBATO          | BAND-MAID  | 3:24 |
| 5.                        | 「I'll」         | MIKU KOBATO          | BAND-MAID  | 4:07 |
| 6.                        | 「Corallium」    | SAIKI                | BAND-MAID  | 3:54 |
| 7.                        | 「influencer」   | MIKU KOBATO          | BAND-MAID  | 3:23 |
| 8.                        | 「HATE?」        | SAIKI                | BAND-MAID  | 3:37 |
| 合計時間:                 | 合計時間:        | 合計時間:            | 28:30      |      |

### 初回限定盤DVD / Blu-ray
| #  | タイトル                                    | 作詞 | 作曲・編曲 |
| -- | ------------------------------------------- | ---- | ---------- |
| 1. | 「Unleash!!!!!(Music Video)」               |      |            |
| 2. | 「from now on(Music Video)」                |      |            |
| 3. | 「Unleash!!!!! (Instrumental Music Video)」 |      |            |
| 4. | 「Sense (Instrumental Music Video)」        |      |            |

## タイアップ
Sense
テレビアニメ『プラチナエンド』オープニングテーマ